# Pilchowice (gemeente)
De gemeente Pilchowice is een landgemeente in het Poolse woiwodschap Silezië, in powiat Gliwicki.
De zetel van de gemeente is in Pilchowice.

## Omgeving
De gemeente ligt in powiat Gliwicki en grenst aan de steden:
- Gliwice, Knurów, Rybnik

en de gemeenten:
- Sośnicowice (powiat Gliwicki)
- Czerwionka-Leszczyny (powiat Rybnicki)
- Kuźnia Raciborska (powiat Raciborski)

## Plaatsen
De volgende plaatsen liggen op het grondgebied van de gemeente:
sołectwo:
- Kuźnia Nieborowska
- Leboszowice
- Nieborowice
- Pilchowice (dorp)
- Stanica
- Wilcza
- Żernica

## Oppervlakte gegevens
In 2002 bedroeg de totale oppervlakte van gemeente Pilchowice 67,51 km², waarvan:
- agrarisch gebied: 49%
- bossen: 41%

De gemeente beslaat 10,18% van de totale oppervlakte van de powiat.

## Demografie
Stand op 30 juni 2004:
| Omschrijving                   | Totaal | Totaal | Vrouwen | Vrouwen | Mannen | Mannen |
| ------------------------------ | ------ | ------ | ------- | ------- | ------ | ------ |
| eenheid                        | aantal | %      | aantal  | %       | aantal | %      |
| inwoners                       | 10 137 | 100    | 5212    | 51,4    | 4925   | 48,6   |
| bevolkingsdichtheid (inw./km²) | 150,2  | 150,2  | 77,2    | 77,2    | 73     | 73     |

In 2002 bedroeg het gemiddelde inkomen per inwoner 1266,28 zł.